# Antonio Casali
Innocenzo Conti (Roma, 25 de maio de 1715 - Roma, 14 de janeiro de 1787) foi um cardeal do século XVIII

## Biografia
Nasceu em Roma em 25 de maio de 1715. Segundo dos sete filhos de Giovanni Battista Casali, marquês de Postina, e Maria Maddalena Millini. Os outros irmãos eram Alessandro, Lodovico (um jesuíta, reitor do Collegio Romano), Faustina e mais três meninas. Sobrinho-neto do cardeal Savo Millini (1681); e sobrinho do cardeal Mario Millini (1747), por parte de mãe. Tio-tataravô do cardeal Giovanni Battista Casali del Drago (1899).
Enviado para estudar no Collegio dei Nobili di S. Carlo , Modena, 1725; mais tarde, voltou a Roma, onde obteve o doutorado in utroque iure , tanto em direito canônico quanto em direito civil.
Ele foi destinado à carreira eclesiástica a fim de reservar bens para o irmão mais velho Alessandro. Ele foi preparado com precisão sem ter a vocação para o sacerdócio. Ele aperfeiçoou sua formação jurídica e mostrou em várias ocasiões suas habilidades de oratória. Sua oração In festo Ascensionis Christi oratio habita na Basílica Lateranensi ad Sanctissimum DN Clementem XII... ab Antonio Casalio Patritio Romano, foi publicado em Roma em 1738. Ingressou na prelatura romana como Referendário dos Tribunais da Assinatura Apostólica da Justiça e da Graça, em 9 de agosto de 1742. Relator da SC do Bom Governo, setembro de 1743. Prelado da SC do Bom Governo Conselho, 1744. Presidente da Câmara Apostólica, 12 de dezembro de 1750. Clérigo coadjutor de Monsenhor Melchior Maggi, decano da Câmara Apostólica, setembro de 1751; clérigo da Câmara Apostólica, novembro de 1751. Cônego do capítulo da basílica patriarcal liberiana, 1752. Prefeito do Arquivo da Câmara Apostólica, dezembro de 1753-1759; como tal, tinha jurisdição sobre todos os notários e arquivos públicos dos estados da Igreja. Relator da SC do Conselho até 1760. Presidente della Grascia, setembro de 1759-1761, controlando com excepcional rigor e método a distribuição de alimentos aos pobres. Em 1760, ele foi proposto como núncio em Paris, mas recusou por não possuir patrimônio suficiente para prosseguir com uma carga tão cara (mesmo no século XVIII, os escritórios diplomáticos papais não tinham aluguel suficiente); provavelmente sua relutância também se devia ao desejo de não ser obrigado a receber ordens sacras. Secretário da SC da Sagrada Consulta , novembro de 1761. Protonotário apostólico sopranumerário não participante. Governador de Roma e vice-camerlengo da Santa Igreja Romana, 26 de setembro de 1766; pró-governador desde sua promoção ao cardinalato até 22 de setembro de 1774; sucedeu monsenhor Enea Silvio Piccolomini, promovido a cardinalato, reformou o tribunal do governador e agilizou as estruturas processuais, mas diante da habitual inércia dos juízes, teve que recorrer a prêmios em dinheiro para exortá-los; ele também aplicou medidas severas, incluindo depoimento, em caso de descumprimento grave. Impulsionado pela preocupação moralista de não deixar as presas na ociosidade, introduziu na prisão feminina de S. Michele uma fiação de lã, linho e linho. Fundou o Conservatorio di San Pietro in Montoriopara os pobres, e estabeleceu uma padaria e fábrica para a produção de outros produtos, que mais tarde foi nomeado Conservatório Pio em 1782 por causa do apoio do Papa Pio VI.
Ele nunca recebeu nenhuma das ordens sagradas.
Criado cardeal e reservado in pectore no consistório de 12 de dezembro de 1770; publicado no consistório de 15 de março de 1773; recebeu o chapéu vermelho em 18 de março de 1773; e a diaconia de S. Giorgio em Velabro, 19 de abril de 1773. Ele foi designado para a SS. CC. de Propaganda Fide, Sagrada Consulta , Avignon e Lauretana . Protetor, entre outros, do Hospício Apostólico de San Michele ; da arquiconfraria del Gonfalone ; da arquiconfraria del SS. Crocefisso di San Marcello ; e do Conservatorio di San Pietro in Montorio , que ele havia fundado; e do Colégio Germânico, ex-companhia de Jesus. Prefeito da SC de Bom Governo, 26 de março de 1773 até sua morte. Membro da comissão, presidida pelo Cardeal Mario Marefoschi Compagnoni, que em 1773 executou a supressão da Companhia de Jesus; considerado muito moderado, embora ausente por motivo de doença durante as atividades cruciais da comissão em setembro de 1773, foi substituído por intervenção do ministro espanhol em Roma, José Moñino, conde de Floridablanca. Em seguida, ele voltou a trabalhar na congregação e, junto com o cardeal Andrea Corsini e contra os cardeais Francesco Xaverio Zelada, Mario Marefaschi e Francesco Carafa della Spina di Traetto, poupou os jesuítas presos em Castel Sant'Angelo de um tratamento duro. Na véspera da morte de Clemente XIV, julgando que poderia haver perturbações da ordem pública, o cardeal Casali ordenou que fossem tomadas medidas preventivas estritas, como mobilizar todas as forças policiais e transferir para Castel Sant'Angelo os detidos que estavam nas prisões de Campidoglio e nas novas cadeias. Participou do Conclave de 1774-1775, que elegeu o Papa Pio VI; em 22 de setembro de 1774, alegando que não poderia, de dentro do conclave, fazer uma vigilância efetiva da paz pública de Roma, na qual havia grande agitação, renunciou ao cargo de pró-governador e foi substituído pelo monsenhor Giovanni Potenziani . Em agosto de 1775, como prefeito da SC de Bom Governo, realizou a visita apostólica à comunidade de Frascati, solicitada por alguns de seus vizinhos; entre outras coisas, reformou os estatutosdell'Annonae deMonte di pietà, e as condições de contratos e arrendamentos da comunidade, medidas tomadas para extinguir as dívidas da Universitydei bovattieri; também ordenou uma investigação sobre o capital da comunidade e a preparação de um inventário exato de todos os bens de propriedade da comunidade. No ano seguinte, ingressou na congregação particular estabelecida por Pio VI com o motu proprio de 27 de julho de 1776, para revisar o plano de reforma tributária já preparado alguns anos antes pelo pontífice quando era ecônomo geral. O cardeal Casalli foi essencialmente favorável ao projeto, sugerindo emendas que foram aceitas. A congregação especial concluiu seus trabalhos em 7 de janeiro de 1777, aprovando quase totalmente o projeto proposto. Optou pela diaconia de S. Maria ad Martyres , em 17 de fevereiro de 1777. No dia 15 de dezembro seguinte, o cardeal emanou oEditto sopra la formazione del catasto e allibrazione universale del terratico , que solicitou a formação de uma congregação em cada que determinaria a propriedade da terra, sua extensão e seu valor; as operações duraram até fevereiro de 1786. Ele foi nomeado protetor da Società georgicade Montecchio, fundado em 1778, e instou os estados a se dedicarem especialmente à educação prática do campesinato. O cardeal Casali prestou especial atenção, para a promoção do comércio, às estradas, cuja administração dependia da SC de Bom Governo. Lá foi criada a nova estrada de Velletri para Terracina (concluída em 1786); e um de Frosinone a Piperno; foi melhorado o de Cassia entre Viterbo e Ronciglione; o Lauretana (perto de Pedaso); e a Clementina. As pontes de Ceprano sobre o rio Liri; e de Benevento sul Calore, foram construídas; e o castelo de Grottamare foi reconstruído. Como administrador de Terracina il Casali, o cardeal expandiu a cidade e melhorou o porto; ele também deu um novo impulso aos banhos termais de Nocera Umbra e Viterbo. Conhecedor da cultura antiquária, e auxiliado por um secretário, Angelo Comolli, conhecedor das artes, o cardeal Casali era também um apaixonado pelas escavações arqueológicas. Já em 1772, ele havia encontrado e dado ao Papa Clemente XIV aara di Vulcano (conhecida como ara Casali ), descrita em publicação do antiquário Horace Orlandi; em novembro de 1777, o cardeal doou ao Papa Pio VI, para o Museu Pio Clementino, as estátuas de Endimione e Niobide . Por vários anos ele sofria de gota.
Morreu em Roma em 14 de janeiro de 1787, pouco antes das 18 horas. Exposto na igreja de S. Agostino, Roma, onde teve lugar o funeral, e sepultado no túmulo da sua família na capela de S. Pietro Apostolo nessa mesma igreja. Monsenhor Cesare Brancadoro, futuro cardeal, publicou Elogio storico per onorare la memoria dell'emin. Cartão Signor. Antonio Casali , Macerata, 1787.